# Trnjaci (distrikt Brčko)
Trnjaci su naselje u distriktu Brčko, BiH.

## Stanovništvo
Nacionalni sastav stanovništva 1991. godine, bio je sljedeći:
ukupno: 313
- Srbi - 310
- Jugoslaveni - 2
- ostali, neopredijeljeni i nepoznato - 1